# Prionium serratum
Genre
Espèce
Classification phylogénétique
Statut de conservation UICN

 LC  : Préoccupation mineure
Prionium serratum est une espèce de plantes monocotylédones. C'est la seule espèce actuellement acceptée du genre Prionium.
En classification classique, cette espèce est classée au sein des Juncaceae.
En classification APG (1998), elle était placée parmi les Prioniaceae, une famille qui lui était dédiée. La classification APG II (2003) la classe parmi les Thurniaceae.
C'est une espèce d'Afrique du Sud

## Synonyme
Prionium palmita E.Mey.

### GenrePrionium
- (en) Catalogue of Life : Prionium E.Mey. (consulté le 7 avril 2023)
- (en) NCBI : Prionium (taxons inclus)
- (en) GRIN : genre Prionium E. Mey. (+liste d'espèces contenant des synonymes)

### EspècePrionium serratum
- (en) NCBI : Prionium serratum (taxons inclus)
- (en) GRIN : espèce Prionium serratum (L. f.) Drege ex E. Mey.
- (en) UICN : espèce Prionium serratum (consulté le 27 avril 2021)